# Boogie Nights
Boogie Nights (bra: Boogie Nights: Prazer sem Limites) (prt: Boogie Nights: Jogos de Prazer) é um filme norte-americano de 1997 escrito, produzido e dirigido por Paul Thomas Anderson. A história se passa em Los Angeles e gira em torno de um jovem lavador de pratos que se torna uma estrela de filmes pornográficos, narrando sua ascensão na Era Dourada da Pornografia dos anos de 1970 até sua queda durante os excessos dos anos de 1980. O filme é uma expansão do curta-metragem documentário de Anderson, The Dirk Diggler Story (1988), e é estrelado por Mark Wahlberg, Julianne Moore, Burt Reynolds, Don Cheadle, John C. Reilly, William H. Macy, Philip Seymour Hoffman e Heather Graham.

## Sinopse
Eddie Adams (Mark Wahlberg), um lavador de pratos, transforma-se em Dirk Diggler, a estrela mais famosa do mundo pornô do final dos anos 70 graças ao diretor Jack Horner (Burt Reynolds). Mas a súbita fama pode ter seu preço. Constante clima de festa, com drogas e música disco , eles têm seus dramas, como o da atriz veterana Amber Waves (Julianne Moore), que tenta  a guarda de seu filho na justiça, e do próprio diretor, que sonha em fazer arte mas percebe a mediocridade de seu trabalho. O filme acompanha a ascensão e queda dessas figuras e o mundo turbulento em que vivem, com humor sarcástico, personagens humanos e complexos.

## Elenco
- Mark Wahlberg .... Eddie Adams/Dirk Diggler
- Burt Reynolds .... Jack Horner
- Julianne Moore .... Amber Waves/Maggie
- Don Cheadle .... Buck Swope
- John C. Reilly .... Reed Rothchild
- William H. Macy .... Little Bill
- Heather Graham .... Rollergirl/Brandy
- Luis Guzmán .... Maurice T. Rodriguez
- Philip Seymour Hoffman .... Scotty
- Philip Baker Hall .... Floyd Gondoli
- Thomas Jane .... Todd Parker
- Ricky Jay .... Kurt Longjohn
- Alfred Molina .... Rahad Jackson
- Robert Downey, Sr. .... Produtor de Discos

## Principais prêmios e indicações
Oscar
- Recebeu três indicações, nas categorias de Melhor Atriz Coadjuvante (Julianne Moore), Melhor Ator Coadjuvante (Burt Reynolds) e Melhor Roteiro Original.

Globo de Ouro
- Venceu na categoria de Melhor Ator Coadjuvante (Burt Reynolds).
- Indicado na categoria de Melhor Atriz Coadjuvante (Julianne Moore).

SAG Awards
- Recebeu Três Indicações, nas caterogias de Melhor Elenco, Melhor Atriz Coadjuvante (Julianne Moore) e Melhor Ator Coadjuvante (Burt Reynolds).

BAFTA
- Recebeu Duas Indicações, nas Categorias de Melhor Ator Coadjuvante (Burt Reynolds) e Melhor Roteiro Original.

Satellite Awards
- Venceu nas Categorias, Melhor Atriz Coadjuvante (Julianne Moore), Melhor Ator Coadjuvante (Burt Reynolds) e Exemplo de Filme (Premio Especial).
- Indicado nas Categorias, Melhor Filme, Melhor Diretor (Paul Thomas Anderson), Melhor Ator (Mark Wahlberg), Melhor Roteiro Original e Melhor Edição.